# 毎日芸術賞
毎日芸術賞（まいにちげいじゅつしょう）は、毎日新聞社が主催する賞で、文学・演劇・音楽・美術・映画などの功績で人に与えられる。
1959年（昭和34年）11月8日、『毎日新聞』東京版の3万号到達（『東京日日新聞』からの通算）を記念して新設が発表された。これに伴い、それまで毎日新聞社が主催していた「毎日美術賞」「毎日音楽賞」「毎日演劇賞」の3賞（1950年 - 1959年、全10回）と「毎日写真賞」（1955年 - 1959年、全5回）が廃止された。
年度受賞者を翌年の元日に発表するため、受賞年度について混乱が生じることがある。
1998年より新たに、演出家に与えられる千田是也賞が設けられた。

## 受賞者
＊年数は受賞年度を示す。受賞発表はその翌年である。
- 第1回（1959年度）井上靖（『敦煌』『楼蘭』など）、八代目松本幸四郎、間宮芳生、海老原喜之助
- 第2回（1960年度）丹羽文雄（『顔』など）、土門拳、中村岳陵、松浦豊明
- 第3回（1961年度）吉川英治（『私本太平記』など）、小林正樹（「人間の条件」）、八世藤間勘十郎
- 第4回（1962年度）谷崎潤一郎（『瘋癲老人日記』）、内村直也、八代目坂東三津五郎、二世西川鯉三郎、プロ・ムジカ弦楽四重奏団
- 第5回（1963年度）舟橋聖一（『ある女の遠景』）、新藤兼人（「母」）
- 第6回（1964年度）伊馬春部（「鉄砲祭前夜」）、三島由紀夫（「絹と明察」）
- 第7回（1965年度）野口冨士男（『徳田秋声伝』）、市川崑（『東京オリンピック』）
- 第8回（1966年度）三善晃、滝沢修、岡田謙三
- 第9回（1967年度）司馬遼太郎（『殉死』など）
- 第10回（1968年度）杉村春子、茂木草介、東山魁夷、岩田藤七
- 第11回（1969年度）秋元松代（『かさぶた式部考』）、平野謙（「文藝時評」）、棟方志功
- 第12回（1970年度）東野英治郎、山田洋次、宇治山哲平
- 第13回（1971年度）大岡昇平（『レイテ戦記』）、楠部彌弌、前川国男、安川加寿子、鶴沢寛治、白川義員
- 第14回（1972年度）辻邦生（『背教者ユリアヌス』）、宇野重吉
- 第15回（1973年度）桜間道雄
- 第16回（1974年度）荒正人（『漱石研究年表』）、山田五十鈴
- 第17回（1975年度）仲代達矢、倉本聰
- 第18回（1976年度）遠山一行（『ショパン』）、森繁久弥
- 第19回（1977年度）寺田透（『義堂周信・絶海中津』）、黒川紀章
- 第20回（1978年度）有吉佐和子（『和宮様御留』）、飯沢匡（「夜の笑い」）、林忠彦
- 第21回（1979年度）東敦子、篠山紀信、前進座（木下順二作『子午線の祀り』）
- 第22回（1980年度）河原崎国太郎、篠田一士（『日本の現代小説』）、若杉弘、越路吹雪
- 第23回（1981年度）森下洋子、藤原新也
- 第24回（1982年度）佐多稲子（「夏の栞」）、八代目松本幸四郎、林康子
- 第25回（1983年度）水上勉（『良寛』）、朝比奈隆、三代目市川猿之助、磯崎新
- 第26回（1984年度）吉村昭（『冷い夏、熱い夏』）、佐々木昭一郎、山本安英
- 第27回（1985年度）秋野不矩、内井昭蔵、竹西寛子（『山川登美子』）、田中信昭と東京混声合唱団、福田繁雄
- 第28回（1986年度）北村和夫、安藤忠雄、NHK交響楽団
- 第29回（1987年度）芝木好子（「雪舞い」）、深町幸男
- 第30回（1988年度）一柳慧、吉田簑助、渥美清、吉村順三、絹谷幸二、杉本博司
- 第31回（1989年度）今村昌平、木下順二
- 第32回（1990年度）武満徹、本多秋五（『志賀直哉』）、森光子
- 第33回（1991年度）高井有一（『立原正秋』）
- 第34回（1992年度）三代目中村鴈治郎（坂田藤十郎）、山田太一
- 第35回（1993年度）遠藤周作（『深い河』）、松村禎三、橋田寿賀子
- 第36回（1994年度）秋山和慶、幸田弘子、横尾忠則、土谷武
- 第37回（1995年度）今井政之、今井信子、江成常夫、ひょうご舞台芸術「GHETTO」
- 第38回（1996年度）古井由吉（『白髪の歌』）、小栗康平（「眠る男」）、黒柳徹子、馬場あき子
- 第39回（1997年度）金石範（『火山島』）、入澤康夫、坂東玉三郎、宮崎駿
- 第40回（1998年度）萩原葉子（『蕁麻の家』三部作）、森澄雄、片岡仁左衛門
- 第41回（1999年度）蜷川幸雄、岡井隆、河野多惠子（『後日の話』）、高倉健、中野北溟
- 第42回（2000年度）黒井千次（『羽根と翼』）、大島渚（「御法度」）、吉永小百合、山口勝弘、畠山直哉
- 第43回（2001年度）加藤幸子（『長江』）、麻実れい、鷹羽狩行
- 第44回（2002年度）井上ひさし（「太鼓たたいて笛吹いて」）、小澤征爾、清岡卓行
- 第45回（2003年度）高橋たか子（『きれいな人』）、桂信子（『草影』）、竹本住大夫
- 第46回（2004年度）中村稔（『私の昭和史』）、前登志夫（『鳥総立』）、観世栄夫、沼尻竜典
- 第47回（2005年度）谷川俊太郎（『シャガールと木の葉』）、三木卓（『北原白秋』）、奈良岡朋子、西村朗、李禹煥
- 第48回（2006年度）内山玲子、篠弘（『緑の斜面』）、篠原有司男、司修（『ブロンズの地中海』）、中村吉右衛門
- 第49回（2007年度）岡本眸（『午後の椅子』）、野田秀樹（『THE BEE』）、平岩弓枝（『西遊記』）、細江英公、森山良子
- 第50回（2008年度）吉増剛造（『表紙 omote-gami』）、舟越桂、永井路子（『岩倉具視 言葉の皮を剥きながら』）、尾上菊五郎、石内都
- 第51回（2009年度）鳳蘭、隈研吾、關正人、辻原登（『許されざる者』）、遠山慶子　特別賞：金子兜太
- 第52回（2010年度）秋山陽、大峯あきら（『群生海』）、村上龍（『歌うクジラ』）、森村泰昌、吉田都　特別賞：金子兜太、加山雄三
- 第53回（2011年度）石飛博光、菊畑茂久馬、津島佑子（『黄金の夢の歌』）、豊竹咲大夫、坂茂　特別賞：由紀さおり
- 第54回（2012年度）高野公彦（『河骨川』）、辰野登恵子、谷村新司、テレビマンユニオン（「開拓者たち」）、坂東三津五郎　特別賞：荒木経惟
- 第55回（2013年度）長田弘、平幹二朗、青木野枝、佐伯一麦（「還れぬ家」）　特別賞：永六輔
- 第56回（2014年度）飯守泰次郎、鍵和田秞子、隠崎隆一、船本芳雲、柳家小三治　特別賞：松浦寿輝（「明治の表象空間」）
- 第57回（2015年度）伊藤一彦、桐竹勘十郎、庄司紗矢香、菅木志雄、宮城谷昌光（『劉邦』）　特別賞：是枝裕和
- 第58回（2016年度）石井ふく子、河口龍夫、黒沢清、筒井康隆、堤剛　特別賞：坂本冬美
- 第59回（2017年度）有馬朗人、遠藤利克、高村薫、仲川恭司、山路和弘　特別賞：熊川哲也
- 第60回（2018年度）金森穣、栗木京子、内藤礼、永井愛、宮本輝　特別賞：大林宣彦
- 第61回（2019年度）宇多喜代子、逢坂剛、草笛光子、佐藤俊介、塩田千春　特別賞：今野勉
- 第62回（2020年度）青木淳、西澤徹夫、鵜山仁、鴻池朋子、髙樹のぶ子、水原紫苑　特別賞：TBS系ドラマ「半沢直樹」の制作者・出演者
- 第63回（2021年度）風間杜夫、皆川博子、下谷洋子、高橋睦郎、三島喜美代（英語版）　特別賞：吉野直子
- 第64回（2022年度）加藤登紀子、遠藤彰子、加藤健一、桐野夏生、永田和宏
- 第65回（2023年度）大竹しのぶ、大竹伸朗、柿本多映、北方謙三、山下洋輔
- 第66回（2024年度）市村正親、奥泉光、慶徳紀子、小島ゆかり、渡辺順生、特別賞：野沢雅子、ユニクロ賞：山中瑶子

## 選考委員
- 第55回（2013年度）礒山雅、小田島雄志、黒井千次、篠弘、高階秀爾、平岩弓枝、伊藤芳明（毎日新聞社主筆）
- 第64回（2022年度）小田島哲志、松浦寿輝、船山信子、建畠晢
- 第65回（2023年度）片岡真実、河合祥一郎、船山信子、松浦寿輝、前田浩智（毎日新聞社主筆）
- 第66回（2024年度）片岡真実、河合祥一郎、髙樹のぶ子、船山信子、前田浩智（毎日新聞社主筆）

## 脚註
1. ↑  毎日新聞社「「毎日芸術賞」を新設」『毎日新聞』1959年11月8日、朝刊、1面。